# 漢特冰川
71°44′S 163°0′E / 71.733°S 163.000°E
漢特冰川是南極洲的冰川，位於維多利亞地，屬於鮑爾斯山脈中蘭特曼山脈的一部分，全長13公里，最終在盧傑林山注入雷尼克冰川，該山峰以美國海軍上尉命名。